# Cautethia yucatana
Espèce
Cautethia yucatana est une espèce d’insectes lépidoptères de la famille des Sphingidae, de la sous-famille des Macroglossinae, de la tribu des Dilophonotini.

## Description

### L'Imago
Espèce très similaire à Cautethia spuria et Cautethia grotei, bien que légèrement de plus petite taille.
L'aile avant semble plus courte que celle de Cautethia spuria, et plus arrondie au sommet. La coloration de l'aile antérieure est grise, comme celle de Cautethia spuria, mais plus foncée que celle de Cautethia  grotei et Cautethia noctuiformis ; les dessins sont moins marqués que pour Cautethia spuria et l'aire basale est plus claire. 
L'envergure est de 35-45 mm.

### Les œufs
Les œufs sont sphériques et verdâtres.

### La chenille
La chenille est trapue et verte, avec une tête aplatie et au croissant caudal très développé, également vert.

### La nymphe
Les nymphes sont trouvées dans des cocons à faible profondeur dans les sous-bois. Ce stade dure de 14 jours à un mois.

## Biologie
Au cours de l'accouplement, les femelles attirent les mâles par une phéromone libérée par une glande située dans l'abdomen. Les adultes des deux sexes sont attirés par la lumière, mais surtout les mâles. Il y a plusieurs générations par an. 

### Période de vol
L'espèce est pluriannuelle au Costa Rica, au Mexique et dans le sud du Texas. Les spécimens adultes peuvent être capturés pendant tous les mois de l'année.

### Alimentation
Les adultes se nourrissent du nectar des fleurs.
Les chenilles se nourrissent sur les feuilles des membres de la famille des Rubiacées, y compris Chiococca alba (L.) Hitchc.

## Distribution et habitat
Distribution
Mexique, le Yucatan est la localité type, Belize (Cayo, Tolède), Nicaragua (Managua, Carazo, Granada et Rivas probablement), Costa Rica (Guanacaste, Puntarenas, Limón, Alajuela, San José), et sud des États-Unis (Texas et Oklahoma).
Habitat
il est représenté par les forêts et les zones boisées des régions tropicales et subtropicales.

## Systématique
L’espèce Cautethia yucatana  a été décrite par l'entomologiste américain Benjamin Preston Clark en 1919.

### Taxinomie
Pas de sous-espèce décrite.